# Tour de Omã de 2018
A 9.ª edição do Tour de Omã disputou-se entre 13 e 18 de fevereiro de 2018 em território omani com início na cidade de Nizwa e final em Corniche de Matrah. A corrida consistiu de um total de seis etapas e percorreu uma distância de 914,5 quilómetros.
A corrida faz parte do UCI Asia Tour de 2018 baixo categoria 2.hc e foi vencida pelo ciclista cazaque Alexei Lutsenko do Astana. O pódio completaram-no o colombiano Miguel Ángel López também do Astana e o espanhol Gorka Izagirre do Bahrain-Merida.

## Equipas participantes
Tomaram parte na corrida 18 equipas: 9 de categoria UCI ProTeam e 9 de categoria Profissional Continental,quem conformaram um pelotão de 126 ciclistas dos quais terminaram 116:
| Equipes WorldTeam (9)- Astana - Bahrain-Merida - BMC Racing Team - Dimension Data - Katusha-Alpecin - Quick-Step Floors - Team Sunweb - Trek-Segafredo - UAE Team Emirates Equipes profissionais Continentais (9)- Aqua Blue Sport - Caja Rural-Seguros RGA - Cofidis, Solutions Crédits - Fortuneo-Samsic - Rally Cycling - Roompot-Nederlandse Loterij - Sport Vlaanderen-Baloise - Vital Concept - Wanty-Groupe Gobert |
| |

## Percorrido
| Etapa | Data    | Percurso                                                  | type            | Distância (km) | Vencedor           | Líder geral       |
| ----- | ------- | --------------------------------------------------------- | --------------- | -------------- | ------------------ | ----------------- |
| 1     | 13 fev. | Nizwa – Sultan Qaboos University                          | etapa plana     | 162,5          | Bryan Coquard      | Bryan Coquard     |
| 2     | 14 fev. | Sultan Qaboos University – Al Bustan                      | etapa escarpada | 167,5          | Nathan Haas        | Nathan Haas       |
| 3     | 15 fev. | German University of Technology in Oman – Wadi Dayqah Dam | etapa escarpada | 179,5          | Greg Van Avermaet  | Greg Van Avermaet |
| 4     | 16 fev. | Yiti – Ministry of Tourism                                | etapa escarpada | 117,5          | Magnus Cort        | Greg Van Avermaet |
| 5     | 17 fev. | Samail – Jebel Akhdar                                     | média montanha  | 152            | Miguel Ángel López | Alexey Lutsenko   |
| 6     | 18 fev. | Mascate – Matrah Corniche                                 | etapa plana     | 135,5          | Alexander Kristoff | Alexey Lutsenko   |

## Desenvolvimento da corrida

### 1.ª etapa
| Nizwa - Sultan Qaboos University | etapa plana | (162,5 km) |

| \| Classificação por etapas \| Classificação por etapas \| Classificação por etapas \| Classificação por etapas \| Classificação por etapas \| \| Ciclista \| Ciclista \| Equipe \| Tempo \| \| \| ------------------------ \| ------------------------ \| -------------------------- \| ------------------------ \| ------------------------ \| \| 1. \| Bryan Coquard \| Vital Concept \| 3h58m41s \| \| \| 2. \| Mark Cavendish \| Dimension Data \| + 0s \| \| \| 3. \| Giacomo Nizzolo \| Trek-Segafredo \| + 0s \| \| \| 4. \| Nacer Bouhanni \| Cofidis, Solutions Crédits \| + 0s \| \| \| 5. \| Max Walscheid \| Team Sunweb \| + 0s \| \| \| 6. \| Adam Blythe \| Aqua Blue Sport \| + 0s \| \| \| 7. \| Alexander Kristoff \| UAE Team Emirates \| + 0s \| \| \| 8. \| Bram Welten \| Fortuneo-Samsic \| + 0s \| \| \| 9. \| Magnus Cort \| Astana \| + 0s \| \| \| 10. \| Boris Vallée \| Wanty-Groupe Gobert \| + 0s \| \| |                    |                            |          |
| |                    |                            |          |
| |                    |                            |          |
| Classificação por etapas |                    |                            |          |
| Ciclista | Ciclista           | Equipe                     | Tempo    |
| 1. | Bryan Coquard      | Vital Concept              | 3h58m41s |
| 2. | Mark Cavendish     | Dimension Data             | + 0s     |
| 3. | Giacomo Nizzolo    | Trek-Segafredo             | + 0s     |
| 4. | Nacer Bouhanni     | Cofidis, Solutions Crédits | + 0s     |
| 5. | Max Walscheid      | Team Sunweb                | + 0s     |
| 6. | Adam Blythe        | Aqua Blue Sport            | + 0s     |
| 7. | Alexander Kristoff | UAE Team Emirates          | + 0s     |
| 8. | Bram Welten        | Fortuneo-Samsic            | + 0s     |
| 9. | Magnus Cort        | Astana                     | + 0s     |
| 10. | Boris Vallée       | Wanty-Groupe Gobert        | + 0s     |

| \| Classificação geral \| Classificação geral \| Classificação geral \| Classificação geral \| Classificação geral \| \| Ciclista \| Ciclista \| Equipe \| Tempo \| \| \| ------------------- \| ------------------- \| --------------------------- \| ------------------- \| ------------------- \| \| 1. \| Bryan Coquard \| Vital Concept \| 3h58m31s \| \| \| 2. \| Mark Cavendish \| Dimension Data \| + 4s \| \| \| 3. \| Pierre-Luc Périchon \| Fortuneo-Samsic \| + 4s \| \| \| 4. \| Giacomo Nizzolo \| Trek-Segafredo \| + 6s \| \| \| 5. \| Maxime Farazijn \| Sport Vlaanderen-Baloise \| + 8s \| \| \| 6. \| Brian van Goethem \| Roompot-Nederlandse Loterij \| + 8s \| \| \| 7. \| Conor Dunne \| Aqua Blue Sport \| + 8s \| \| \| 8. \| Nacer Bouhanni \| Cofidis, Solutions Crédits \| + 10s \| \| \| 9. \| Max Walscheid \| Team Sunweb \| + 10s \| \| \| 10. \| Adam Blythe \| Aqua Blue Sport \| + 10s \| \| |                     |                             |          |
| |                     |                             |          |
| |                     |                             |          |
| Classificação geral |                     |                             |          |
| Ciclista | Ciclista            | Equipe                      | Tempo    |
| 1. | Bryan Coquard       | Vital Concept               | 3h58m31s |
| 2. | Mark Cavendish      | Dimension Data              | + 4s     |
| 3. | Pierre-Luc Périchon | Fortuneo-Samsic             | + 4s     |
| 4. | Giacomo Nizzolo     | Trek-Segafredo              | + 6s     |
| 5. | Maxime Farazijn     | Sport Vlaanderen-Baloise    | + 8s     |
| 6. | Brian van Goethem   | Roompot-Nederlandse Loterij | + 8s     |
| 7. | Conor Dunne         | Aqua Blue Sport             | + 8s     |
| 8. | Nacer Bouhanni      | Cofidis, Solutions Crédits  | + 10s    |
| 9. | Max Walscheid       | Team Sunweb                 | + 10s    |
| 10. | Adam Blythe         | Aqua Blue Sport             | + 10s    |

### 2.ª etapa
| Sultan Qaboos University - Al Bustan | etapa escarpada | (167,5 km) |

| \| Classificação por etapas \| Classificação por etapas \| Classificação por etapas \| Classificação por etapas \| Classificação por etapas \| \| Ciclista \| Ciclista \| Equipe \| Tempo \| \| \| ------------------------ \| ------------------------ \| -------------------------- \| ------------------------ \| ------------------------ \| \| 1. \| Nathan Haas \| Katusha-Alpecin \| 4h22m15s \| \| \| 2. \| Greg Van Avermaet \| BMC Racing Team \| + 0s \| \| \| 3. \| Alexey Lutsenko \| Astana \| + 0s \| \| \| 4. \| Dries Devenyns \| Quick-Step Floors \| + 0s \| \| \| 5. \| Merhawi Kudus \| Dimension Data \| + 0s \| \| \| 6. \| Niki Terpstra \| Quick-Step Floors \| + 0s \| \| \| 7. \| Gorka Izagirre \| Bahrain-Merida \| + 0s \| \| \| 8. \| Jesús Herrada \| Cofidis, Solutions Crédits \| + 0s \| \| \| 9. \| Fabio Felline \| Trek-Segafredo \| + 0s \| \| \| 10. \| Miguel Ángel López \| Astana \| + 0s \| \| |                    |                            |          |
| |                    |                            |          |
| |                    |                            |          |
| Classificação por etapas |                    |                            |          |
| Ciclista | Ciclista           | Equipe                     | Tempo    |
| 1. | Nathan Haas        | Katusha-Alpecin            | 4h22m15s |
| 2. | Greg Van Avermaet  | BMC Racing Team            | + 0s     |
| 3. | Alexey Lutsenko    | Astana                     | + 0s     |
| 4. | Dries Devenyns     | Quick-Step Floors          | + 0s     |
| 5. | Merhawi Kudus      | Dimension Data             | + 0s     |
| 6. | Niki Terpstra      | Quick-Step Floors          | + 0s     |
| 7. | Gorka Izagirre     | Bahrain-Merida             | + 0s     |
| 8. | Jesús Herrada      | Cofidis, Solutions Crédits | + 0s     |
| 9. | Fabio Felline      | Trek-Segafredo             | + 0s     |
| 10. | Miguel Ángel López | Astana                     | + 0s     |

| \| Classificação geral \| Classificação geral \| Classificação geral \| Classificação geral \| Classificação geral \| \| Ciclista \| Ciclista \| Equipe \| Tempo \| \| \| ------------------- \| -------------------- \| ------------------- \| ------------------- \| ------------------- \| \| 1. \| Nathan Haas \| Katusha-Alpecin \| 8h20m46s \| \| \| 2. \| Greg Van Avermaet \| BMC Racing Team \| + 4s \| \| \| 3. \| Alexey Lutsenko \| Astana \| + 6s \| \| \| 4. \| Merhawi Kudus \| Dimension Data \| + 10s \| \| \| 5. \| Vincenzo Nibali \| Bahrain-Merida \| + 10s \| \| \| 6. \| Dries Devenyns \| Quick-Step Floors \| + 10s \| \| \| 7. \| Odd Christian Eiking \| Wanty-Groupe Gobert \| + 10s \| \| \| 8. \| Miguel Ángel López \| Astana \| + 10s \| \| \| 9. \| Fabio Felline \| Trek-Segafredo \| + 10s \| \| \| 10. \| Fabien Doubey \| Wanty-Groupe Gobert \| + 10s \| \| |                      |                     |          |
| |                      |                     |          |
| |                      |                     |          |
| Classificação geral |                      |                     |          |
| Ciclista | Ciclista             | Equipe              | Tempo    |
| 1. | Nathan Haas          | Katusha-Alpecin     | 8h20m46s |
| 2. | Greg Van Avermaet    | BMC Racing Team     | + 4s     |
| 3. | Alexey Lutsenko      | Astana              | + 6s     |
| 4. | Merhawi Kudus        | Dimension Data      | + 10s    |
| 5. | Vincenzo Nibali      | Bahrain-Merida      | + 10s    |
| 6. | Dries Devenyns       | Quick-Step Floors   | + 10s    |
| 7. | Odd Christian Eiking | Wanty-Groupe Gobert | + 10s    |
| 8. | Miguel Ángel López   | Astana              | + 10s    |
| 9. | Fabio Felline        | Trek-Segafredo      | + 10s    |
| 10. | Fabien Doubey        | Wanty-Groupe Gobert | + 10s    |

### 3.ª etapa
| German University of Technology in Oman - Wadi Dayqah Dam | etapa escarpada | (179,5 km) |

| \| Classificação por etapas \| Classificação por etapas \| Classificação por etapas \| Classificação por etapas \| Classificação por etapas \| \| Ciclista \| Ciclista \| Equipe \| Tempo \| \| \| ------------------------ \| ------------------------ \| -------------------------- \| ------------------------ \| ------------------------ \| \| 1. \| Greg Van Avermaet \| BMC Racing Team \| 4h36m04s \| \| \| 2. \| Rui Costa \| UAE Team Emirates \| + 3s \| \| \| 3. \| Alexey Lutsenko \| Astana \| + 3s \| \| \| 4. \| Gorka Izagirre \| Bahrain-Merida \| + 3s \| \| \| 5. \| Nathan Haas \| Katusha-Alpecin \| + 7s \| \| \| 6. \| Magnus Cort \| Astana \| + 7s \| \| \| 7. \| Odd Christian Eiking \| Wanty-Groupe Gobert \| + 9s \| \| \| 8. \| Dries Devenyns \| Quick-Step Floors \| + 9s \| \| \| 9. \| Miguel Ángel López \| Astana \| + 9s \| \| \| 10. \| Jesús Herrada \| Cofidis, Solutions Crédits \| + 9s \| \| |                      |                            |          |
| |                      |                            |          |
| |                      |                            |          |
| Classificação por etapas |                      |                            |          |
| Ciclista | Ciclista             | Equipe                     | Tempo    |
| 1. | Greg Van Avermaet    | BMC Racing Team            | 4h36m04s |
| 2. | Rui Costa            | UAE Team Emirates          | + 3s     |
| 3. | Alexey Lutsenko      | Astana                     | + 3s     |
| 4. | Gorka Izagirre       | Bahrain-Merida             | + 3s     |
| 5. | Nathan Haas          | Katusha-Alpecin            | + 7s     |
| 6. | Magnus Cort          | Astana                     | + 7s     |
| 7. | Odd Christian Eiking | Wanty-Groupe Gobert        | + 9s     |
| 8. | Dries Devenyns       | Quick-Step Floors          | + 9s     |
| 9. | Miguel Ángel López   | Astana                     | + 9s     |
| 10. | Jesús Herrada        | Cofidis, Solutions Crédits | + 9s     |

| \| Classificação geral \| Classificação geral \| Classificação geral \| Classificação geral \| Classificação geral \| \| Ciclista \| Ciclista \| Equipe \| Tempo \| \| \| ------------------- \| -------------------- \| -------------------------- \| ------------------- \| ------------------- \| \| 1. \| Greg Van Avermaet \| BMC Racing Team \| 12h56m44s \| \| \| 2. \| Alexey Lutsenko \| Astana \| + 11s \| \| \| 3. \| Nathan Haas \| Katusha-Alpecin \| + 13s \| \| \| 4. \| Gorka Izagirre \| Bahrain-Merida \| + 19s \| \| \| 5. \| Dries Devenyns \| Quick-Step Floors \| + 25s \| \| \| 6. \| Odd Christian Eiking \| Wanty-Groupe Gobert \| + 25s \| \| \| 7. \| Miguel Ángel López \| Astana \| + 25s \| \| \| 8. \| Jesús Herrada \| Cofidis, Solutions Crédits \| + 25s \| \| \| 9. \| Daniel Navarro \| Cofidis, Solutions Crédits \| + 25s \| \| \| 10. \| Merhawi Kudus \| Dimension Data \| + 33s \| \| |                      |                            |           |
| |                      |                            |           |
| |                      |                            |           |
| Classificação geral |                      |                            |           |
| Ciclista | Ciclista             | Equipe                     | Tempo     |
| 1. | Greg Van Avermaet    | BMC Racing Team            | 12h56m44s |
| 2. | Alexey Lutsenko      | Astana                     | + 11s     |
| 3. | Nathan Haas          | Katusha-Alpecin            | + 13s     |
| 4. | Gorka Izagirre       | Bahrain-Merida             | + 19s     |
| 5. | Dries Devenyns       | Quick-Step Floors          | + 25s     |
| 6. | Odd Christian Eiking | Wanty-Groupe Gobert        | + 25s     |
| 7. | Miguel Ángel López   | Astana                     | + 25s     |
| 8. | Jesús Herrada        | Cofidis, Solutions Crédits | + 25s     |
| 9. | Daniel Navarro       | Cofidis, Solutions Crédits | + 25s     |
| 10. | Merhawi Kudus        | Dimension Data             | + 33s     |

### 4.ª etapa
| Yiti - Ministry of Tourism | etapa escarpada | (117,5 km) |

| \| Classificação por etapas \| Classificação por etapas \| Classificação por etapas \| Classificação por etapas \| Classificação por etapas \| \| Ciclista \| Ciclista \| Equipe \| Tempo \| \| \| ------------------------ \| ------------------------ \| -------------------------- \| ------------------------ \| ------------------------ \| \| 1. \| Magnus Cort \| Astana \| 2h57m36s \| \| \| 2. \| Giovanni Visconti \| Bahrain-Merida \| + 0s \| \| \| 3. \| Alberto Bettiol \| BMC Racing Team \| + 0s \| \| \| 4. \| Greg Van Avermaet \| BMC Racing Team \| + 0s \| \| \| 5. \| Rui Costa \| UAE Team Emirates \| + 0s \| \| \| 6. \| Nathan Haas \| Katusha-Alpecin \| + 0s \| \| \| 7. \| Mark Christian \| Aqua Blue Sport \| + 0s \| \| \| 8. \| Merhawi Kudus \| Dimension Data \| + 0s \| \| \| 9. \| Odd Christian Eiking \| Wanty-Groupe Gobert \| + 0s \| \| \| 10. \| Jesús Herrada \| Cofidis, Solutions Crédits \| + 0s \| \| |                      |                            |          |
| |                      |                            |          |
| |                      |                            |          |
| Classificação por etapas |                      |                            |          |
| Ciclista | Ciclista             | Equipe                     | Tempo    |
| 1. | Magnus Cort          | Astana                     | 2h57m36s |
| 2. | Giovanni Visconti    | Bahrain-Merida             | + 0s     |
| 3. | Alberto Bettiol      | BMC Racing Team            | + 0s     |
| 4. | Greg Van Avermaet    | BMC Racing Team            | + 0s     |
| 5. | Rui Costa            | UAE Team Emirates          | + 0s     |
| 6. | Nathan Haas          | Katusha-Alpecin            | + 0s     |
| 7. | Mark Christian       | Aqua Blue Sport            | + 0s     |
| 8. | Merhawi Kudus        | Dimension Data             | + 0s     |
| 9. | Odd Christian Eiking | Wanty-Groupe Gobert        | + 0s     |
| 10. | Jesús Herrada        | Cofidis, Solutions Crédits | + 0s     |

| \| Classificação geral \| Classificação geral \| Classificação geral \| Classificação geral \| Classificação geral \| \| Ciclista \| Ciclista \| Equipe \| Tempo \| \| \| ------------------- \| -------------------- \| -------------------------- \| ------------------- \| ------------------- \| \| 1. \| Greg Van Avermaet \| BMC Racing Team \| 15h54m20s \| \| \| 2. \| Alexey Lutsenko \| Astana \| + 9s \| \| \| 3. \| Nathan Haas \| Katusha-Alpecin \| + 13s \| \| \| 4. \| Gorka Izagirre \| Bahrain-Merida \| + 16s \| \| \| 5. \| Miguel Ángel López \| Astana \| + 24s \| \| \| 6. \| Dries Devenyns \| Quick-Step Floors \| + 25s \| \| \| 7. \| Odd Christian Eiking \| Wanty-Groupe Gobert \| + 25s \| \| \| 8. \| Jesús Herrada \| Cofidis, Solutions Crédits \| + 25s \| \| \| 9. \| Daniel Navarro \| Cofidis, Solutions Crédits \| + 25s \| \| \| 10. \| Merhawi Kudus \| Dimension Data \| + 33s \| \| |                      |                            |           |
| |                      |                            |           |
| |                      |                            |           |
| Classificação geral |                      |                            |           |
| Ciclista | Ciclista             | Equipe                     | Tempo     |
| 1. | Greg Van Avermaet    | BMC Racing Team            | 15h54m20s |
| 2. | Alexey Lutsenko      | Astana                     | + 9s      |
| 3. | Nathan Haas          | Katusha-Alpecin            | + 13s     |
| 4. | Gorka Izagirre       | Bahrain-Merida             | + 16s     |
| 5. | Miguel Ángel López   | Astana                     | + 24s     |
| 6. | Dries Devenyns       | Quick-Step Floors          | + 25s     |
| 7. | Odd Christian Eiking | Wanty-Groupe Gobert        | + 25s     |
| 8. | Jesús Herrada        | Cofidis, Solutions Crédits | + 25s     |
| 9. | Daniel Navarro       | Cofidis, Solutions Crédits | + 25s     |
| 10. | Merhawi Kudus        | Dimension Data             | + 33s     |

### 5.ª etapa
| Samail - Jebel Akhdar | média montanha | (152 km) |

| \| Classificação por etapas \| Classificação por etapas \| Classificação por etapas \| Classificação por etapas \| Classificação por etapas \| \| Ciclista \| Ciclista \| Equipe \| Tempo \| \| \| ------------------------ \| ------------------------ \| -------------------------- \| ------------------------ \| ------------------------ \| \| 1. \| Miguel Ángel López \| Astana \| 3h43m58s \| \| \| 2. \| Alexey Lutsenko \| Astana \| + 0s \| \| \| 3. \| Jesús Herrada \| Cofidis, Solutions Crédits \| + 12s \| \| \| 4. \| Gorka Izagirre \| Bahrain-Merida \| + 15s \| \| \| 5. \| Nathan Haas \| Katusha-Alpecin \| + 22s \| \| \| 6. \| Peter Stetina \| Trek-Segafredo \| + 25s \| \| \| 7. \| Daniel Pearson \| Aqua Blue Sport \| + 33s \| \| \| 8. \| Dries Devenyns \| Quick-Step Floors \| + 43s \| \| \| 9. \| Nicolas Roche \| BMC Racing Team \| + 47s \| \| \| 10. \| Rui Costa \| UAE Team Emirates \| + 49s \| \| |                    |                            |          |
| |                    |                            |          |
| |                    |                            |          |
| Classificação por etapas |                    |                            |          |
| Ciclista | Ciclista           | Equipe                     | Tempo    |
| 1. | Miguel Ángel López | Astana                     | 3h43m58s |
| 2. | Alexey Lutsenko    | Astana                     | + 0s     |
| 3. | Jesús Herrada      | Cofidis, Solutions Crédits | + 12s    |
| 4. | Gorka Izagirre     | Bahrain-Merida             | + 15s    |
| 5. | Nathan Haas        | Katusha-Alpecin            | + 22s    |
| 6. | Peter Stetina      | Trek-Segafredo             | + 25s    |
| 7. | Daniel Pearson     | Aqua Blue Sport            | + 33s    |
| 8. | Dries Devenyns     | Quick-Step Floors          | + 43s    |
| 9. | Nicolas Roche      | BMC Racing Team            | + 47s    |
| 10. | Rui Costa          | UAE Team Emirates          | + 49s    |

| \| Classificação geral \| Classificação geral \| Classificação geral \| Classificação geral \| Classificação geral \| \| Ciclista \| Ciclista \| Equipe \| Tempo \| \| \| ------------------- \| -------------------- \| -------------------------- \| ------------------- \| ------------------- \| \| 1. \| Alexey Lutsenko \| Astana \| 19h38m21s \| \| \| 2. \| Miguel Ángel López \| Astana \| + 11s \| \| \| 3. \| Gorka Izagirre \| Bahrain-Merida \| + 28s \| \| \| 4. \| Jesús Herrada \| Cofidis, Solutions Crédits \| + 30s \| \| \| 5. \| Nathan Haas \| Katusha-Alpecin \| + 32s \| \| \| 6. \| Dries Devenyns \| Quick-Step Floors \| + 1m05s \| \| \| 7. \| Daniel Navarro \| Cofidis, Solutions Crédits \| + 1m14s \| \| \| 8. \| Odd Christian Eiking \| Wanty-Groupe Gobert \| + 1m24s \| \| \| 9. \| Merhawi Kudus \| Dimension Data \| + 1m29s \| \| \| 10. \| Rui Costa \| UAE Team Emirates \| + 1m37s \| \| |                      |                            |           |
| |                      |                            |           |
| |                      |                            |           |
| Classificação geral |                      |                            |           |
| Ciclista | Ciclista             | Equipe                     | Tempo     |
| 1. | Alexey Lutsenko      | Astana                     | 19h38m21s |
| 2. | Miguel Ángel López   | Astana                     | + 11s     |
| 3. | Gorka Izagirre       | Bahrain-Merida             | + 28s     |
| 4. | Jesús Herrada        | Cofidis, Solutions Crédits | + 30s     |
| 5. | Nathan Haas          | Katusha-Alpecin            | + 32s     |
| 6. | Dries Devenyns       | Quick-Step Floors          | + 1m05s   |
| 7. | Daniel Navarro       | Cofidis, Solutions Crédits | + 1m14s   |
| 8. | Odd Christian Eiking | Wanty-Groupe Gobert        | + 1m24s   |
| 9. | Merhawi Kudus        | Dimension Data             | + 1m29s   |
| 10. | Rui Costa            | UAE Team Emirates          | + 1m37s   |

### 6.ª etapa
| Mascate - Matrah Corniche | etapa plana | (135,5 km) |

| \| Classificação por etapas \| Classificação por etapas \| Classificação por etapas \| Classificação por etapas \| Classificação por etapas \| \| Ciclista \| Ciclista \| Equipe \| Tempo \| \| \| ------------------------ \| ------------------------ \| --------------------------- \| ------------------------ \| ------------------------ \| \| 1. \| Alexander Kristoff \| UAE Team Emirates \| 3h11m29s \| \| \| 2. \| Bryan Coquard \| Vital Concept \| + 0s \| \| \| 3. \| Giacomo Nizzolo \| Trek-Segafredo \| + 0s \| \| \| 4. \| Magnus Cort \| Astana \| + 0s \| \| \| 5. \| Nathan Haas \| Katusha-Alpecin \| + 0s \| \| \| 6. \| Davide Martinelli \| Quick-Step Floors \| + 0s \| \| \| 7. \| Amaury Capiot \| Sport Vlaanderen-Baloise \| + 0s \| \| \| 8. \| Greg Van Avermaet \| BMC Racing Team \| + 0s \| \| \| 9. \| Benjamin Declercq \| Sport Vlaanderen-Baloise \| + 0s \| \| \| 10. \| Floris Gerts \| Roompot-Nederlandse Loterij \| + 0s \| \| |                    |                             |          |
| |                    |                             |          |
| |                    |                             |          |
| Classificação por etapas |                    |                             |          |
| Ciclista | Ciclista           | Equipe                      | Tempo    |
| 1. | Alexander Kristoff | UAE Team Emirates           | 3h11m29s |
| 2. | Bryan Coquard      | Vital Concept               | + 0s     |
| 3. | Giacomo Nizzolo    | Trek-Segafredo              | + 0s     |
| 4. | Magnus Cort        | Astana                      | + 0s     |
| 5. | Nathan Haas        | Katusha-Alpecin             | + 0s     |
| 6. | Davide Martinelli  | Quick-Step Floors           | + 0s     |
| 7. | Amaury Capiot      | Sport Vlaanderen-Baloise    | + 0s     |
| 8. | Greg Van Avermaet  | BMC Racing Team             | + 0s     |
| 9. | Benjamin Declercq  | Sport Vlaanderen-Baloise    | + 0s     |
| 10. | Floris Gerts       | Roompot-Nederlandse Loterij | + 0s     |

## Classificações finais
As classificações finalizaram da seguinte forma:

### Classificação geral
| \| Classificação geral \| Classificação geral \| Classificação geral \| Classificação geral \| Classificação geral \| \| Ciclista \| Ciclista \| Equipe \| Tempo \| \| \| ------------------- \| -------------------- \| -------------------------- \| ------------------- \| ------------------- \| \| 1. \| Alexey Lutsenko \| Astana \| 22h49m50s \| \| \| 2. \| Miguel Ángel López \| Astana \| + 11s \| \| \| 3. \| Gorka Izagirre \| Bahrain-Merida \| + 28s \| \| \| 4. \| Jesús Herrada \| Cofidis, Solutions Crédits \| + 30s \| \| \| 5. \| Nathan Haas \| Katusha-Alpecin \| + 32s \| \| \| 6. \| Dries Devenyns \| Quick-Step Floors \| + 1m05s \| \| \| 7. \| Daniel Navarro \| Cofidis, Solutions Crédits \| + 1m14s \| \| \| 8. \| Odd Christian Eiking \| Wanty-Groupe Gobert \| + 1m24s \| \| \| 9. \| Merhawi Kudus \| Dimension Data \| + 1m29s \| \| \| 10. \| Rui Costa \| UAE Team Emirates \| + 1m37s \| \| |                      |                            |           |
| |                      |                            |           |
| Fonte: ProCyclingStats |                      |                            |           |
| Classificação geral |                      |                            |           |
| Ciclista | Ciclista             | Equipe                     | Tempo     |
| 1. | Alexey Lutsenko      | Astana                     | 22h49m50s |
| 2. | Miguel Ángel López   | Astana                     | + 11s     |
| 3. | Gorka Izagirre       | Bahrain-Merida             | + 28s     |
| 4. | Jesús Herrada        | Cofidis, Solutions Crédits | + 30s     |
| 5. | Nathan Haas          | Katusha-Alpecin            | + 32s     |
| 6. | Dries Devenyns       | Quick-Step Floors          | + 1m05s   |
| 7. | Daniel Navarro       | Cofidis, Solutions Crédits | + 1m14s   |
| 8. | Odd Christian Eiking | Wanty-Groupe Gobert        | + 1m24s   |
| 9. | Merhawi Kudus        | Dimension Data             | + 1m29s   |
| 10. | Rui Costa            | UAE Team Emirates          | + 1m37s   |

### Classificação por pontos
| Classificação por pontos | Classificação por pontos | Classificação por pontos | Classificação por pontos | Classificação por pontos |
| Ciclista                 | Ciclista                 | Equipe                   | Pontos                   |                          |
| ------------------------ | ------------------------ | ------------------------ | ------------------------ | ------------------------ |
| 1.                       | Nathan Haas              | Katusha-Alpecin          | 38 pts                   |                          |
| 2.                       | Greg Van Avermaet        | BMC Racing Team          | 37 pts                   |                          |
| 3.                       | Alexey Lutsenko          | Astana                   | 32 pts                   |                          |
| 4.                       | Magnus Cort              | Astana                   | 29 pts                   |                          |
| 5.                       | Bryan Coquard            | Vital Concept            | 27 pts                   |                          |
| 6.                       | Gorka Izagirre           | Bahrain-Merida           | 21 pts                   |                          |
| 7.                       | Miguel Ángel López       | Astana                   | 19 pts                   |                          |
| 8.                       | Alexander Kristoff       | UAE Team Emirates        | 19 pts                   |                          |
| 9.                       | Rui Costa                | UAE Team Emirates        | 19 pts                   |                          |
| 10.                      | Giacomo Nizzolo          | Trek-Segafredo           | 18 pts                   |                          |

### Classificação dos jovens
| Classificação dos jovens | Classificação dos jovens | Classificação dos jovens | Classificação dos jovens | Classificação dos jovens |
| Ciclista                 | Ciclista                 | Equipe                   | Tempo                    |                          |
| ------------------------ | ------------------------ | ------------------------ | ------------------------ | ------------------------ |
| 1.                       | Miguel Ángel López       | Astana                   | 22h50m01s                |                          |
| 2.                       | Odd Christian Eiking     | Wanty-Groupe Gobert      | + 1m13s                  |                          |
| 3.                       | Merhawi Kudus            | Dimension Data           | + 1m18s                  |                          |
| 4.                       | Daniel Pearson           | Aqua Blue Sport          | + 1m43s                  |                          |
| 5.                       | Fabien Doubey            | Wanty-Groupe Gobert      | + 1m51s                  |                          |
| 6.                       | Alex Aranburu            | Caja Rural-Seguros RGA   | + 3m37s                  |                          |
| 7.                       | Sindre Lunke             | Fortuneo-Samsic          | + 5m29s                  |                          |
| 8.                       | Steff Cras               | Katusha-Alpecin          | + 5m36s                  |                          |
| 9.                       | Kevin Deltombe           | Sport Vlaanderen-Baloise | + 6m12s                  |                          |
| 10.                      | Benjamin Declercq        | Sport Vlaanderen-Baloise | + 7m55s                  |                          |

### Classificação da combatividade
| Classificação da combatividade | Classificação da combatividade | Classificação da combatividade | Classificação da combatividade | Classificação da combatividade |
| Ciclista                       | Ciclista                       | Equipe                         | Pontos                         |                                |
| ------------------------------ | ------------------------------ | ------------------------------ | ------------------------------ | ------------------------------ |
| 1.                             | Loic Chetout                   | Cofidis, Solutions Crédits     | 15 pts                         |                                |
| 2.                             | Fabricio Ferrari               | Caja Rural-Seguros RGA         | 7 pts                          |                                |
| 3.                             | Pierre-Luc Périchon            | Fortuneo-Samsic                | 6 pts                          |                                |
| 4.                             | Benjamin Declercq              | Sport Vlaanderen-Baloise       | 5 pts                          |                                |
| 5.                             | Nick Schultz                   | Caja Rural-Seguros RGA         | 5 pts                          |                                |
| 6.                             | Rémi Cavagna                   | Quick-Step Floors              | 4 pts                          |                                |
| 7.                             | Xandro Meurisse                | Wanty-Groupe Gobert            | 4 pts                          |                                |
| 8.                             | Pim Ligthart                   | Roompot-Nederlandse Loterij    | 4 pts                          |                                |
| 9.                             | Maxime Farazijn                | Sport Vlaanderen-Baloise       | 4 pts                          |                                |
| 10.                            | Gorka Izagirre                 | Bahrain-Merida                 | 3 pts                          |                                |

### Classificação por equipas
| Classificação por equipes | Classificação por equipes  | Classificação por equipes | Classificação por equipes |
| Equipe                    | Equipe                     | Tempo                     |                           |
| ------------------------- | -------------------------- | ------------------------- | ------------------------- |
| 1.                        | Astana                     | 68h33m26s                 |                           |
| 2.                        | Bahrain-Merida             | + 58s                     |                           |
| 3.                        | Cofidis, Solutions Crédits | + 1m07s                   |                           |
| 4.                        | Quick-Step Floors          | + 5m58s                   |                           |
| 5.                        | Trek-Segafredo             | + 6m42s                   |                           |
| 6.                        | BMC Racing Team            | + 6m55s                   |                           |
| 7.                        | Katusha-Alpecin            | + 9m03s                   |                           |
| 8.                        | Wanty-Groupe Gobert        | + 9m03s                   |                           |
| 9.                        | Dimension Data             | + 9m39s                   |                           |
| 10.                       | Aqua Blue Sport            | + 14m36s                  |                           |

## Evolução das classificações
| Etapa                 | Vencedor              | Classificação geral | Classificação por pontos | Classificação dos jovens | Classificação da combatividade | Classificação por equipas |
| --------------------- | --------------------- | ------------------- | ------------------------ | ------------------------ | ------------------------------ | ------------------------- |
| 1.ª                   | Bryan Coquard         | Bryan Coquard       | Bryan Coquard            | Maxime Farazijn          | Pierre-Luc Périchon            | Katusha-Alpecin           |
| 2.ª                   | Nathan Haas           | Nathan Haas         | Nathan Haas              | Merhawi Kudus            | Loic Chetout                   | Astana                    |
| 3.ª                   | Greg Van Avermaet     | Greg Van Avermaet   | Greg Van Avermaet        | Odd Christian Eiking     | Loic Chetout                   | Astana                    |
| 4.ª                   | Magnus Cort           | Greg Van Avermaet   | Greg Van Avermaet        | Miguel Ángel López       | Loic Chetout                   | Astana                    |
| 5.ª                   | Miguel Ángel López    | Alexey Lutsenko     | Greg Van Avermaet        | Miguel Ángel López       | Loic Chetout                   | Astana                    |
| 6.ª                   | Alexander Kristoff    | Alexey Lutsenko     | Nathan Haas              | Miguel Ángel López       | Loic Chetout                   | Astana                    |
| Classificações finais | Classificações finais | Alexey Lutsenko     | Nathan Haas              | Miguel Ángel López       | Loic Chetout                   | Astana                    |

## UCI World Ranking
O Tour de Omã outorga pontos para o UCI Asia Tour de 2018 e o UCI World Ranking, este último para corredores das equipas nas categorias UCI ProTeam, Profissional Continental e Equipas Continentais. As seguintes tabelas mostram o barómetro de pontuação e os 10 corredores que obtiveram mais pontos:
| Posição             | 1.º | 2.º | 3.º | 4.º | 5.º | 6.º | 7.º | 8.º | 9.º | 10.º | 11.º | 12.º | 13.º | 14.º | 15.º | 16.º-30.º | 31.º-40.º |
| Classificação geral | 200 | 150 | 125 | 100 | 85  | 70  | 60  | 50  | 40  | 35   | 30   | 25   | 20   | 15   | 10   | 5         | 3         |
| Por etapa           | 20  | 10  | 5   |     |     |     |     |     |     |      |      |      |      |      |      |           |           |
| Líder               | 5   |     |     |     |     |     |     |     |     |      |      |      |      |      |      |           |           |

| Classificação | Classificação        | Classificação              | Classificação | Classificação | Classificação | Classificação |
| Posição       | Ciclista             | Equipa                     | Geral         | Etapa         | Líder         | Total         |
| ------------- | -------------------- | -------------------------- | ------------- | ------------- | ------------- | ------------- |
| 1.º           | Alexey Lutsenko      | Astana                     | 200           | 20            | 5             | 225           |
| 2.º           | Miguel Ángel López   | Astana                     | 150           | 20            | -             | 170           |
| 3.º           | Gorka Izagirre       | Bahrain Merida             | 125           | -             | -             | 125           |
| 4.º           | Nathan Haas          | Katusha-Alpecin            | 85            | 20            | 5             | 110           |
| 5.º           | Jesús Herrada        | Cofidis, Solutions Crédits | 100           | 5             | -             | 105           |
| 6.º           | Dries Devenyns       | Quick-Step Floors          | 70            | -             | -             | 70            |
| 7.º           | Dani Navarro         | Cofidis, Solutions Crédits | 60            | -             | -             | 60            |
| 8.º           | Odd Christian Eiking | Wanty-Groupe Gobert        | 50            | -             | -             | 50            |
| 9.º           | Rui Costa            | UAE Emirates               | 35            | 10            | -             | 45            |
| 10.º          | Greg Van Avermaet    | BMC Racing                 | 5             | 30            | 10            | 45            |